# Museu Arqueològic d'Andros
El Museu Arqueològic d'Andros és un museu de Grècia. Està situat a la capital de l'illa d'Andros, a l'arxipèlag de les Cíclades.
Stamos Papadakis va dissenyar l'edifici del museu, que estigué patrocinat per la «Fundació Goulandris»; l'inauguraren al 1981.

El museu conté una col·lecció d'objectes procedents de jaciments arqueològics de l'illa. Entre aquests, n'hi ha de Zagorà, pertanyents al període geomètric; una col·lecció d'estàtues de períodes compresos entre l'època arcaica i la romana; inscripcions de diversos períodes i obres escultòriques de l'època romana d'Orient.

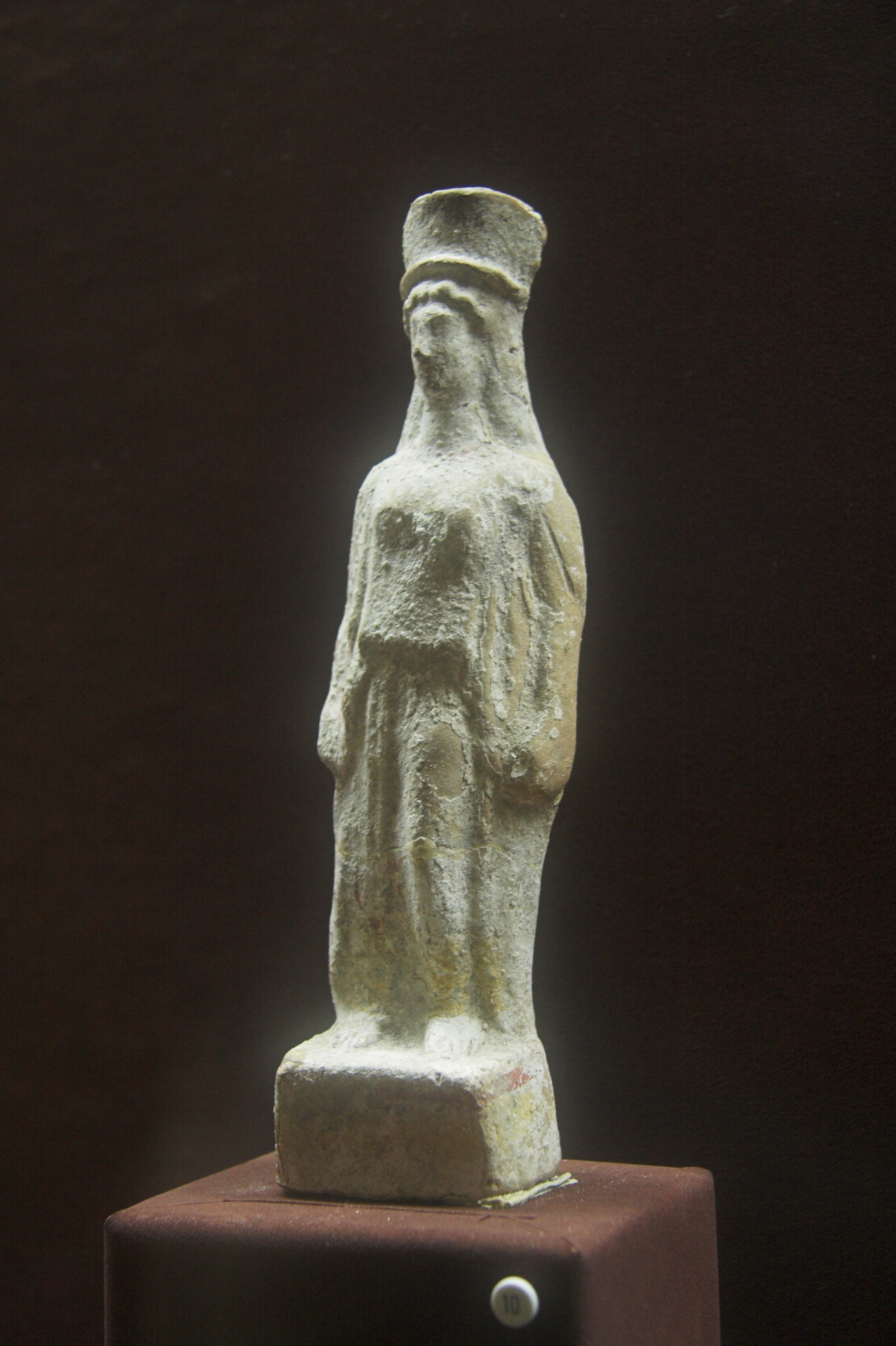
Figureta femenina de terracota del s. V ae
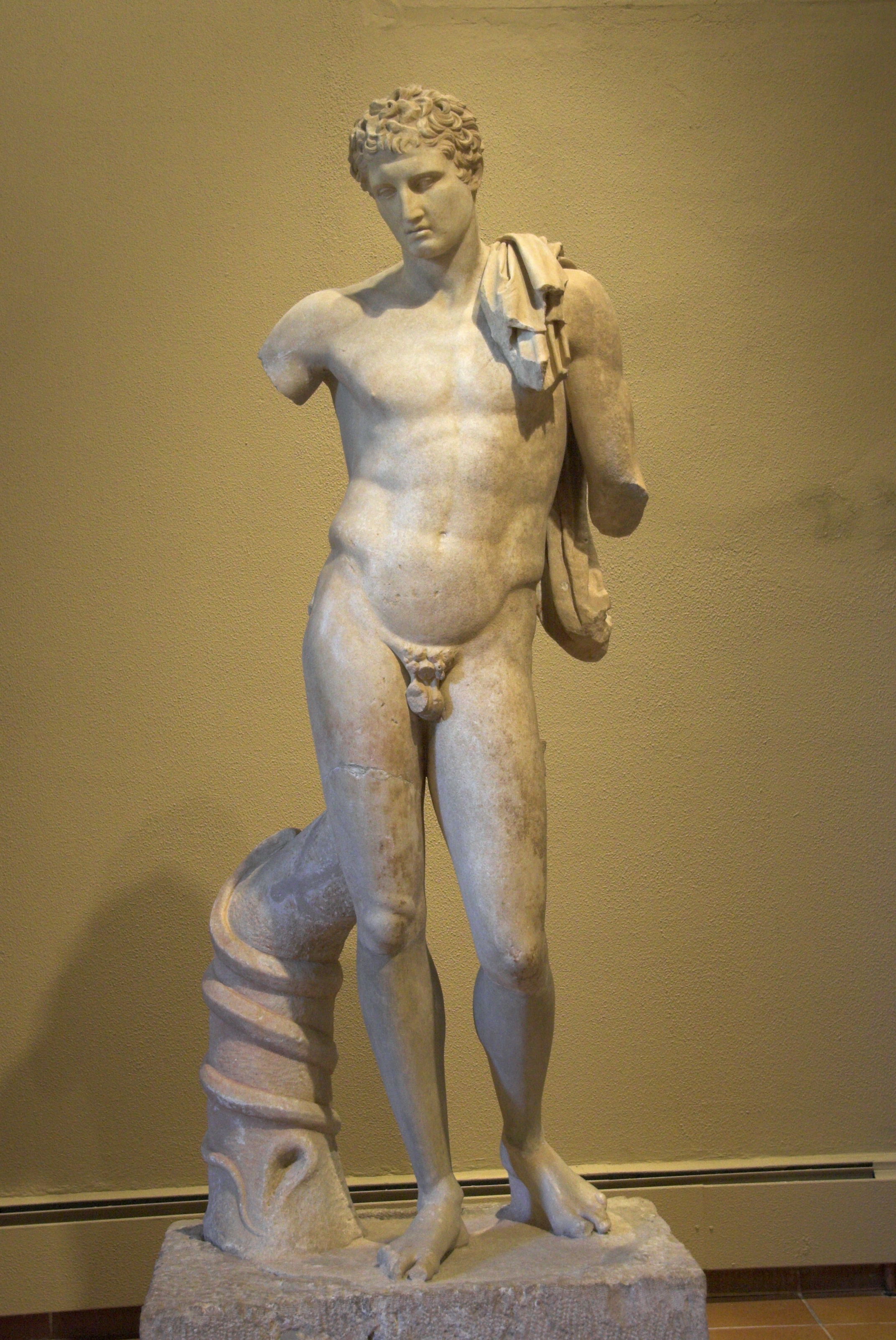
Estàtua d'Hermes, còpia d'època romana d'una estàtua clàssica de Praxíteles
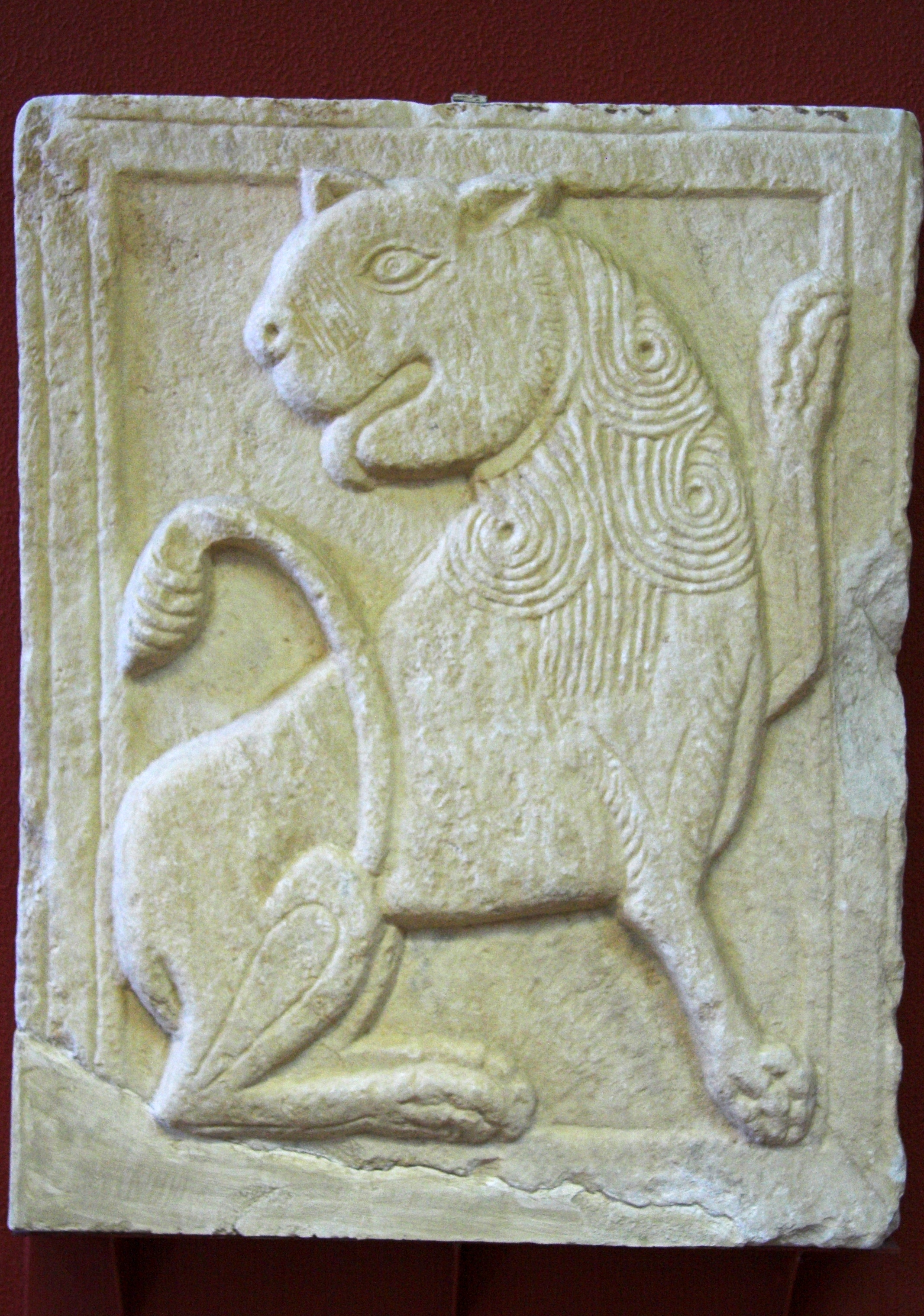
Relleu de marbre del període romà d'Orient (s. IX o X)